# Insulele Aleutine

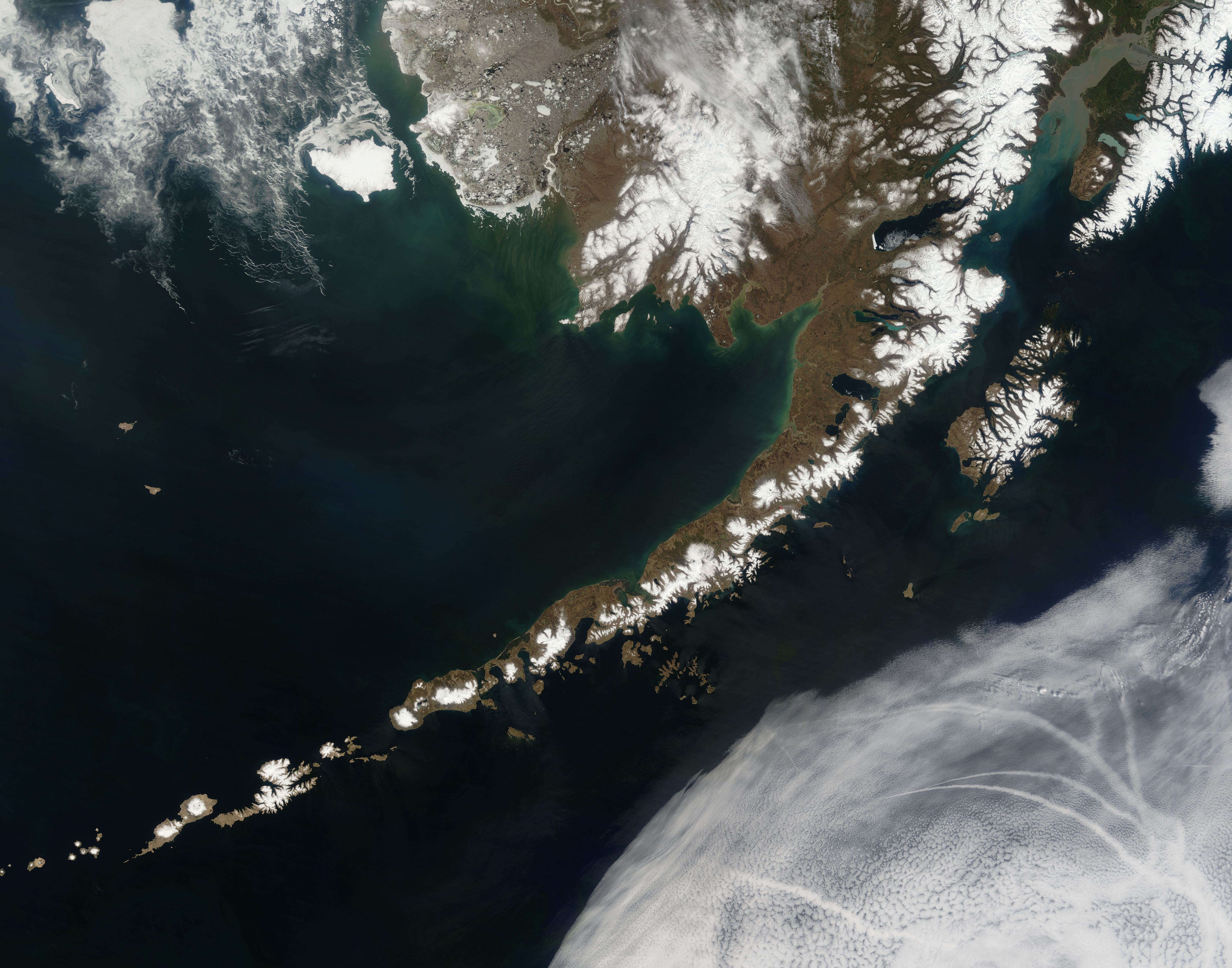
Fotografie din satelit a Insulelor Aleutine

Insulele Aleutine sunt situate între Asia și America de Nord în Oceanul Pacific de nord, la sud de strâmtoarea Bering, separând Oceanul Pacific de Marea Bering.

## Geografie
Insulele Aleutine aparțin Statelor Unite ale Americii, formând un lanț de 150 de insule cu o lungime de 1.750 km, și o suprafață de 37.850 km², având spre vest la o depărtare de 325 km insulele Comandor ce aparțin de Rusia, care sunt despărțite de Aleutine prin Groapa Kurilelor ce atinge adâncimea de 5.139 m. 
Aleutinele au circa 6.000 de locuitori, numai 7 dintre insule fiind locuite, aceștia fiind vânători de animale de blănuri și pescari. Insula principală este Unalaska cu portul principal Dutch Harbor. 
Cu toate că insulele se prezintă sub forma unui șirag continu în formă de arc care limitează limita nordică a Pacificului, insulele sunt subîmpărțite în mai multe grupe, așa cum sunt Fox Islands, Islands of Four Mountains, Andreanof Islands, Rat Islands, Near Islands sau în grupe mai mari ca Delarof Islands, Krenitzin Islands și die Semichi Islands. 